# شهرستان دانلنگ
شهرستان دانلنگ (به لاتین: Danleng County) یک منطقهٔ مسکونی در چین است که در مایشان واقع شده‌است. شهرستان دانلنگ ۴۴۹ کیلومتر مربع مساحت و ۱۶۳٬۰۰۰ نفر جمعیت دارد و ۴۸۹ متر بالاتر از سطح دریا واقع شده‌است.